# Tuyệt mệnh thi
Tuyệt mệnh thi (tiếng Trung: 絕命詩/ Jué mìng shī) hay từ thế thi (tiếng Trung: 辞世詩/ Císhì shī)Jisei (Nhật: 辞世/ じせい Hepburn: Jisei), theo nghĩa thuần Việt bài thơ chết, là một thể loại thơ phát triển theo truyền thống văn học của các nền văn hóa Đông Á, nổi bật nhất ở Nhật Bản cũng như các thời kỳ nhất định của lịch sử Trung Quốc và Joseon Hàn Quốc. Họ có xu hướng đưa ra một phản ánh về cái chết, nói chung và liên quan đến cái chết sắp xảy ra của tác giả, thường được kết hợp với một quan sát có ý nghĩa về cuộc sống. Việc thực hành viết một bài thơ chết có nguồn gốc từ Thiền tông. Đó là một khái niệm hoặc thế giới quan bắt nguồn từ giáo lý Phật giáo về ba dấu của sự tồn tại (三法印 sanbōin), cụ thể là thế giới vật chất là nhất thời và vô thường (無常 mujō), sự gắn bó với nó gây ra đau khổ (苦 ku), và cuối cùng tất cả thực tế là một sự trống rỗng hoặc không có bản chất (空 kū). Những bài thơ này đã trở nên gắn liền với các phân đoạn văn học, tâm linh và cai trị của xã hội, vì chúng được sáng tác theo cách thông thường của một nhà thơ, chiến binh, nhà quý tộc hoặc nhà sư Phật giáo.
Theo học giả tôn giáo so sánh Julia Ching, Phật giáo Nhật Bản "gắn liền với ký ức của người chết và giáo phái tổ tiên đến nỗi ngôi đền thờ dành riêng cho tổ tiên, và vẫn chiếm một vị trí danh dự trong nhà, được gọi phổ biến là Butsudan, nghĩa đen là 'bàn thờ Phật'. Ở Nhật Bản, người ta thường tổ chức đám cưới theo đạo Shinto, nhưng chuyển sang Phật giáo vào thời điểm mất người thân và làm các dịch vụ tang lễ".
Việc viết một bài thơ chết chỉ giới hạn trong tầng lớp biết chữ của xã hội, giai cấp thống trị, samurai và tu sĩ. Nó được giới thiệu tới khán giả phương Tây trong Thế chiến II khi những người lính Nhật Bản, được tôn vinh bởi di sản samurai của nền văn hóa của họ, sẽ viết những bài thơ trước các nhiệm vụ hoặc trận chiến tự sát.